# Комбинациона слагалица
Комбинациона слагалица, такође позната као и секвенцијална померајућа слагалица, је слагалица која се састоји од скупа делова који се могу мењати у различитим комбинацијама уз помоћ група операција. Слагалица је решена постизањем одређене комбинације почевши од случајних комбинација. Често, решење се тражи да буде неки препознатљив образац као што је „све боје заједно“ или „поређати бројеве по реду“. Најпознатија слагалица овог типа је Рубикова коцка, кубна слагалица у којој свака од шест лица може независно да се ротира. Свака страна коцке је другачије боје, али сваки од девет комада на страни је идентичне боје у решеном стању. У нерешеном стању боје су дистрибуиране међу комадима коцке. Слагалице као што су Рубикова коцка које су изманипулисане окретањем једног слоја комада се популарно називају кривудаве слагалице.
Механичка констукција слагалице обично ће дефинисати правила на основу којих се комбинација комада може мењати. То доводи до одређеног о томе које комбинације су могуће. На пример, у случају Рубикове коцке, постоји велики број комбинација које се могу постићи насумично постављањем обојене налепнице на коцки, али се не може све од овога постићи ротацијом коцке. Исто тако, нису све комбинације које су механички могуће из растављања коцке, могуће од манипулације слагалице. Пошто растављање коцке није дозвољена операција, могуће операција ротирања лица ограничавају оно што се може постићи.
Иако је реализација слагалице уобичајена, то у ствари није потребно. Потребно је само да су правила за операције дефинисана. Слагалица се може разликовати у потпуности у виртуелном простору или као скуп механичких исказа. У ствари, постоје слагалице које се могу реализовати само у виртуелном простору. Пример је 4-димензионални 3 х 3 х 3 х 3 слагалица, симулирана од Магичне 4Д коцке.

### Особине
Било је много различитих облика Рубикових типова слагалица. Као и коцке, сви полиедри и многи од полу-редовних и звездастих полиедра су направљени.

### Регуларан квадар
Квадар је праволинијски полиедар. Све ивице формирају праве углове. Или другим речима (у већини случајева) облика је кутије. Регуларни квадар, у контексту овог члана, је квадар слагалица у којој су сви комади исте величине и дужине ивица. Комади се често називају "коцкице".
| Слике                                                          | Подаци | Коментари |
| -------------------------------------------------------------- | --- | --- |
| 3×3×3 Cube Puzzle                                              | Комерцијални назив: Rubik's Cube Геометријски облик: Cube Конфигурација комада: 3×3×3                                                                                                 | Оригинал Рубикова коцка. |
| 4×4×4 Cube Puzzle                                              | Комерцијални назив: Рубикова освета Геометријски облик: Cube Конфигурација комада: 4×4×4                                                                                              | Решење је исто као 3 х 3 х 3 коцка, осим додатног (и релативно једноставног) алгоритма се тражи дешифровање централних делова, ивица и додатних једноставности који се не могу видети на 3 х 3 х 3 Рубиковој коцки. |
| 5×5×5 Cube Puzzle                                              | Комерцијални назив: Професорова коцка Геометријски облик: Cube Конфигурација комада: 5×5×5                                                                                            | Решење је исто као 3 х 3 х 3 коцке, осим додатног (и релативно једноставног) алгоритма се тражи дешифровање централних делова, ивица. |
| 2×2×2 Cube Puzzle                                              | Комерцијални назив: Коцка Геометријски облик: Cube Конфигурација комада: 2×2×2 | Једноставније да се реши од стандардне коцке у којима се тражи алгоритам за комаде на угловима. То је ипак изненађујуће нетривијалан да реши. |
| 6×6×6 Cube Puzzle                                              | Комерцијални назив: V-Коцка Геометријски облик: Коцка Конфигурација комада: 2×2×2 to 11×11×11 Main articles: V-Коцка 6, V-Коцка 7                                                     | Панагиотис Вердес има образац за методе које је речено да би могли и до 11 х 11 х 11. Он у потпуности ради производе за 2х2х2 – 8х8х8 коцке. |
| 3×3×3×3 Hypercube Puzzle                                       | 4-димензионална слагалица Геометријски облик: Tesseract Конфигурација комада: 3×3×3×3                                                                                                 | Ово је 4-димензионална аналогна коцка и самим тим не може заправо бити изграђена. Међутим, може се извести, или представити од стране компјутера. Значајно је теже решити него стандардне коцке, иако технике решавања прате многе принципе. Постоје многе друге величине виртуелних квадар слагалица у распону од тривијалне 3 х 3 до 5-димензионалних 7х7х7х7х7 који је решен само два пута до сада. |
| 1. Slim Tower or Tower Cube 2. Rubik's Tower 3. 3×4×4 4. 2×2×6 | Неуниформни квадри Геометријски облик: Квадар Конфигурација комада (1st): 2×2×3 Конфигурација комада (2nd): 2×3×3 Конфигурација комада (3rd): 3×4×4 Конфигурација комада (4th): 2×2×6 | Већина слагалица у овој класи слагалице су углавном прилагођене малим бројевима. Већина њих почиње са унутрашњим механизмом стандардне слагалице. Додатне коцкице се затим додају, или модификују од стандардних слагалица или су направљене испочетка. Они са два или три различита броја или непарним редовима, такође имају могућност да промене свој облик. Кула коцка је произведена у Хроносу и дистрибуира Јапанске компаније Гентоша образовања; то је трећа "Окамото коцка"(изумео Кацухико Окамото). То не мења облик, а горња и доња боја се не мешају са бојама са стране. |
| Архивирано на веб-сајту (9. март 2016)                         | Сијамске коцке Геометријски облик: Спојене коцке Конфигурација комада: две 3×3×3 спојене 1×1×3                                                                                        | Сијамске коцке су две или више слагалица које су спојене тако да су неки комади заједнични и за једну и за другу коцку. На слици овде су приказане две 3 х 3 х 3 коцке које су спојене. Највећи познати пример да постоји у музеју слагалица слагалица и састоји се од три 5 х 5 х 5 коцки које су сијамски спојене 2 х 2 х 5 на два места. Такође постоји „ 2 3х3х3 спојене 2х2х2“ верзија. Прву сијамску коцку направио је Тони Фишер 1981. Ово је акредитовано као први пример "ручно модификована ротациона слагалица".                                                            |
| Архивирано на веб-сајту (9. март 2016)                         | Проширене коцке Геометријски облик: Кутија Конфигурација комада: 3×3×5 | Ове загонетке су направљене спајањем додатних коцкица на постојећу слагалицу. Оне стога не доприносе комплексности конфигурације слагалица, само су неке сложенијег изгледа. Стратегије остају исте, иако ротациона слагалица може имати чудан изглед. |
| Архивирано на веб-сајту (7. март 2016)                         | Комерцијални назив: Буб коцка Геометријски облик: Кутија Конфигурација комада: 1×1×2                                                                                                  | Врло вероватно најједноставнија регуларна квадар слагалица која се може решити. Потпуно тривијално решење као код слагалица које имају само две коцкице. |
| Void cube                                                      | Комерцијални назив: Празна коцка Геометријски облик: Menger Sponge са једном итерацијом Конфигурација комада: 3x3x3-7.                                                                | Решење ових коцки је сличан редовне 3х3х3, осим да су непарни паритети комбинација могући са овим слагалицама. Ова коцка користи посебан механизам због непостојања централног језгра. |

### Варијанте шаблона
Постоје многе слагалице које су механички индентичне са горенаведеним слагалицама али имају варијације у шаблону и дизајну боја. Неке од њих су прилагођене у веома малим бројевима, понекад за промотивне догађаје. Они који су наведени у табели, укључени су јер шаблон на неки начин утиче на тешкоће решења или је приметно на неки други начин.
| Слике                                                   | Подаци | Коментари |
| ------------------------------------------------------- | --- | --- |
|                                                         | Комерцијални назив: Јуниор коцка Геометријски облик: Коцка Конфигурација комада: 2×2×2                               | Механички је идентична Џепној коцки. Међутим, много је лакше решити јер користи само две боје. |
| Архивирано на веб-сајту (3. март 2016)                  | Комерцијални назив: Фулер Коцка Геометријски облик: Коцка Конфигурација комада: 3×3×3                                | Механички је идентична са стандардном 3х3х3 коцком, али не права слагалица јер су сва лица исте боје. Ту су и коцке које имају само три боје или једну боју по пару супротних лица или једну боју по слоју. Позната као Додо коцка. |
| 3×3×3 calendar cube                                     | Комерцијални назив: Календар коцка Геометријски облик: Коцка Конфигурација комада: 3×3×3                             | Механички је идентична са стандардном 3х3х3 коцком, али са посебно одштампаним налепницама за приказивање датума. Много је лакше решити јер пет од шест лица се игнорише. Идеална комерцијална верзија је произведена током почетне помаме коцке. Сетови налепница су такође доступни за конверзију нормалних коцки у календару. |
| Архивирано на веб-сајту (3. март 2016)                  | Рубикова коцка за слепе Геометријски облик: Коцка Конфигурација комада: 3×3×3                                        | Механички је идентична са стандардном 3х3х3 коцком. Међутим комади су на неки начин додирни да би се дозволиле операције слепих особа или да се реши везаним очију. Коцка на слици је оригинална "Слепа човекова коцка" произведена у политехници. Обојена је исто као стандардна коцка, али постоји рељефни симбол на свакој коцкици који одговара одређеној боји. |
| 3×3×3 Cube puzzle with numbers                          | Комерцијални назив: Магична коцка Геометријски облик: Коцка Конфигурација комада: 3×3×3                              | Механички је идентична са стандардном 3х3х3 коцком. Међутим, бројеви на централним комадима приморавају кориснике да постану свесни да свако може бити у једној од четири ротација, чиме се осетно повећава укупан број комбинација. Укупан број комбинација ротација централних лица је 46. Међутим, непарне комбинације (укупан број левих обртаја) централних лица се не може постићи операцијом која је дозвољена. Повећање је, дакле, х211 преко оригинала доношења укупно око 1024 комбинација. Ово доприноси тежини слагалице, али не астрономски; само један или два алгоритма су обавезни при остваривању решења. Имајте на уму да слагалица може да се третира као број магични квадрат слагалице на сваком од шест лица са магијом константе која је 15 у овом случају. |
| Архивирано на веб-сајту (3. март 2016)                  | Шаблонизоване коцке Геометријски облик: Коцка Конфигурација комада: 3×3×3                                            | Механички је идентична са стандардном 3х3х3 коцком. Шаблон, који је често промотивни лого или слика извођача, ће имати ефекат прављења оријентације централних комада у решењу. Решење је, дакле, исто као 'Магични квадрат' коцке горе. |
| Sudoku Cube Puzzle                                      | Комерцијални назив: Судоку коцка Геометријски облик: Коцка Конфигурација комада: 3×3×3                               | Идентичан са Рубиковом коцком и механичким функцијама, уз још један слој тешкоће је да сви бројеви морају да имају исту оријентацију и не постоје боје које треба да се следе. Назив одражава површна слочност са дводимензионалним Судоку слагалицама. |
| Over The Top Архивирано на веб-сајту (10. октобар 2012) | Комерцијални назив: Изнад врха Геометријски облик: Коцка Конфигурација комада: 17x17x17 Изумитељ: Оскар ван Девентер | Изузетан додатак основне Рубикове коцке. Експериментално; направљен путем 3Д штампања пластике. Углови су много већи, ивице комада одговарају већим димензијама; оне су уске и не личе на коцке. Остатак коцкица су низови 15х15 на свакој страни целе коцке; како је планирано, да би били само 4 mм на једној страни. Оригинални механизам је језгро 3х3х3, са танким „лопатицама“ за централне ивице; остатак коцкице попуњавају празнине. Језгро има своју сферу у овом средишту. Шема је сасвим другачија од Панагиотис Вердес, проналазач В коцке. Једном изграђен, међутим, механизам је имао прекомерно трење, и господин Ван Девентер га је редизајнирао за многе једноставније структуре. Господин Ван Девентер је евидентирано проналазач слагалица.                    |

### Неправилан квадар
Неправилан квадар, у контексту овог члана, је квадар слагалица где нису сви комади исте величине и дужине ивице. Ова категорија слагалица је често направљења од узимања веће правилне квадар слагалице и спајања неке од комада да би се направили већи комади. У формулама за конфигурацију комада, конфигурација спојених комада су дате у заградама. Тако, (као пример правилног квадра) 2(2,2) х 2(2,2) х 2(2,2) је 2 х 2 х 2 слагалица, али је направљено спајањем 4 х 4 х 4 слагалицом. Слагалице које су направљене на тај начин често се називају "превијеним" коцкама.
| Слике                                              | Подаци                                                                          | Коментари |
| -------------------------------------------------- | ------------------------------------------------------------------------------- | --- |
| Skewb Puzzle                                       | Комерцијални назив: Скјуб Геометријски облик: Коцка Конфигурација комада: 3x3x3 | Слични оригиналу Рубикове коцке, Скјуб се разликује у томе што његове 4 осе ротације пролазе кроз коцке пре него што централна лица. Као резултат тога, то је дубоки рез слагалице у којој сваки обрт шифрује свих шест лица.                                              |
| Архивирано на веб-сајту (4. март 2016)             | Превијене коцке Геометријски облик: Коцка Конфигурација комада: варира          | Пример који је приказан у линку је пример великог броја превијених коцки које су направљене. Превијена коцка је коцка у којој су неки од комада заглављени заједно. |
| Square One Puzzle                                  | Комерцијални назив: Квадрат Геометријски облик: Коцка                           | Варијација на оригиналу Рубикове коцке где се на такав начин може нарушити коцкаст облик слагалице. Квадрат се састоји од три слоја. Горњи и доњи слојеви садрже троугласте делове. Средњи слој садржи два трапезоидна дела, који заједно формирају шестоугао или квадрат. |
| Golden Cube Архивирано на веб-сајту (9. март 2016) | Комерцијални назив: Тони Фишер Златна коцка Геометријски облик: Коцка           | Прва ротациона слагалица напревљена је као једнобојна, она захтева да корисник врати слагалицу у првобитну коцку без помагала боја. |
| Нема слике.                                        | Комерцијални назив: Кутија цвећа Геометријски облик: Коцка                      | Неке информације можете наћи овде: . |

### Други полиедри
| 3×3×3 tetrahedron puzzle         | Комерцијални назив: Пираминкс Геометријски облик: Тетраедар Конфигурација комада: 3×3×3                                                                         | Пирамида у облику слагалице слична Рубиковој коцки у операцијама и решењу. |                              |                                                                                                   | |
| 2×2×2 tetrahedron puzzle         | Комерцијални назив: Пираморфикс Геометријски облик: Тетраедар Конфигурација комада: 2×2×2                                                                       | Окретање ивица пирамира у облику слагалице са механизмом 2х2х2 коцке. |                              |                                                                                                   | |
| 3×3×3 dodecahedron puzzle        | Комерцијални назив: Мегаминк Геометријски облик: Додекаедар Конфигурација комада: 3×3×3                                                                         | Дванаестострани полиедар слагалице која је слична Рубиковој коцки у операцијама и решењу. |                              |                                                                                                   | |
| Gigaminx                         | Комерцијални назив: Gigaminx, Teraminx, Petaminx Геометријски облик: Dodecahedron Конфигурација комада: гигаминк је 5x5x5, тераминк је 7x7x7, петаминк је 9x9x9 | Мегаминк је варијанте са више слојева у лицу. Мегаминк има 2 слоја по лицу, за укупно 5 слојева на ивици; Тераминк има 3 слоја по лицу, 7 слојева по ивици; а Петаминк има 4 слоја по лицу, 9 слојева по ивици. |                              |                                                                                                   | |
| 3×3×3 Great Dodecahedron puzzle  | Комерцијални назив: Impossiball Геометријски облик: Заобљен икосахедар Конфигурација комада: 2x2x2                                                              | Заобљени икосахедар слагалица слична је џепној коцки у операцијама и решењу. |                              |                                                                                                   | |
| Rounded icosahedron puzzle       | Комерцијални назив: Александрова звезда Геометријски облик: Great dodecahedron Конфигурација комада: 3x3x3                                                      | Дванаестострани неконвексни униформни полиедрон, слична Рубиковој коцки. |                              |                                                                                                   | |
| Brain Twist Stellated position   | Комерцијални назив: BrainTwist Геометријски облик: Тетраедар Конфигурација комада: 2x2x2                                                                        | Плетенични мозак је јединствена тетраедарна слагалица са способношћу да „застрани“, показујући само половину слагалице у датом тренутку. |                              |                                                                                                   | |
| 12 Colored Dogic puzzle          | Комерцијални назив: Догик Геометријски облик: Icosahedron Конфигурација комада: 4x4x4                                                                           | Догик је исечен на око 60 троугластих делова |                              |                                                                                                   | |
| Skewb Diamond puzzle             | Комерцијални назив: Skewb Diamond Геометријски облик: Октаедар Конфигурација комада: 3x3x3                                                                      | Октаедарска варијација на Скјуб, слагалица је веома слична Скјуб и дуал-полиедрон трансформацији. |                              |                                                                                                   | |
| Skewb Ultimate                   | Комерцијални назив: Коначан скјуб Геометријски облик: Додекаедар Конфигурација комада: 3x3x3                                                                    | Појављује се све теже у односу на Скјуб дијамант, то је функционално иста слагалица као Скјуб и Скјуб Дајмонд. Слагалица се сече на другачији начин али се иста решења могу користити за решавање тако што идентификује који комади су еквивалентни. |                              |                                                                                                   | |
| 3×3×3 octahedral prism puzzle    | Комерцијални назив: Барел коцка Геометријски облик: Октагонална призма Конфигурација комада: 3×3×3                                                              | Механички идентична са 3х3х3 коцком. Она, међутим, има једну занимљиву разлику у решавању. Вертикални углови колона су различите боје у односу на боје лица вертикалних колона. Угаоне колоне могу бити смештене у било којем углу. На први поглед, ово олакшава решење, неке комбинације угаоних колона се не могу постићи дозвољеним потезима. Корисник може несвесно да покушава да реши комбинацију, али неће бити свестан све до последњих неколико комада. |                              |                                                                                                   | |
| 3×3×3 rhombicuboctahedron puzzle | Комерцијални назив: Дијамант коцка Геометријски облик: Rhombicuboctahedron Конфигурација комада: 3×3×3                                                          | Механични идентичан са 3х3х3 коцком иако је пример на слици лакше решити због ограничених шема боја. | Deep-cut dodecahedral puzzle | Комерцијални назив: Кристални Пираминк Геометријски облик: Додекаедар Конфигурација комада: 3x3x3 | Додекаедар је исечен на 20 угаоних комада и 40 ивичних комада. Слично је и са Мегаминком, али је дубљи рез, дајући ивицама да се другачије понашају од Мегаминк ивица. |
| 4-D 120-cell puzzle              | Комерцијални назив: Magic 120-cell Геометријски облик: 120-cell Конфигурација комада: 3×3×3×3                                                                   | Виртуелна 4-димензионална слагалица, 4-Д аналог Мегаминк. |                              |                                                                                                   | |

## External links
- A large database of twisty puzzles
- A collection of Java applet combination puzzle simulators
- The Puzzle Museum
- The Magic Polyhedra Patent Page

Шаблон:Rubik's Cube